# حافظية
الحافظية أو المستعلية الحافظية فرع من المستعلية ارتضوا الحافظ لدين الله الفاطمي إماما.
فبعد اغتيال الآمر بأحكام الله سنة 524ھ (1130م) بما يغلب أنه تدبير النزارية، ولم يكن قد سمى خليفة، اختلف البيت الفاطمي في مصر فيمن يخلفه، فبينما رأى بعضهم أن الطيب أبي القاسم ابن الأمر هو الإمام وعرفوا بالطيِّبية، بايع آخرون الحافظ لدين الله ابن عم الأمر، فعرفوا بالحافظية.
لم يكن تولي الحافظ يسِرا، فقد سعى أبوعلي أحمد بن الأفضل شاهنشاه إلى تولي الولاية فسَجَن الحافظ إلى أن قتله أتباع الحافظ في النصف من المحرم سنة ست وعشرين وخمسمئة ونصّبوا الحافظ مكانه خليفة وقبلوه إماما. ولم يكن هذا السعي من قبل أحمد بن الأفضل سوى تطورا طبيعيا لتنامي نفوذ تلك الأسرة التي كان أسلافها وكلاء الأئمة الفاطميين وأقوى رجال الدولة فعليا.
أما الفرع الآخر من المستعلية، وهم الطَّيِّبيَّة، فارتؤوا أن الطيب أبوالقاسم هو الإمام الحادي والعشرون والأخير وأنه دخل في دور الستر.
بينما لم يُؤمن الحافظية ببيعة الإمام الطيب أبو القاسم، بل قبلوا الخليفة الفاطمي القائم إماما وانتهوا بسقوط الدولة الفاطمية بعد العاضد لدين الله، لذا فكل المستعلية الباقية طيبية، وهم اليوم (البهرة).